# 午夜天鹅
《午夜天鹅》（日语：ミッドナイトスワン），2020年9月25日上映的日本跨性别者题材剧情片。该片由内田英治自编自导，草彅刚主演。
此片講述草彅剛演的跨性別者在夜店表演《天鵝湖》，同時收留愛跳芭蕾舞的外甥女（服部樹咲 飾）。本片獲第44屆日本電影學院獎最佳影片、最佳男主角、最佳新人獎，並獲得第23屆烏甸尼遠東電影節金桑獎。

## 簡介
在新宿的變性人秀舞廳，濃妝豔抹的跨性別者凪沙（草彅剛 飾）在舞台上一邊賣笑、一邊跳著蹩腳的天鵝湖。為了錢，凪沙同意暫時收留親戚的女兒一果（服部樹咲 飾）。時值青春期的一果長期受到酗酒母親（水川麻美 飾）暴力對待，不僅沉默寡言，甚至有自殘傾向。苟活在社會角落的凪沙遇上無依無靠的一果。
某天，一果經過芭蕾舞教室深受吸引，並在舞蹈老師的積極邀請下加入學習。然而為了支付學費，一果開始瞞著凪沙從事非法打工，卻讓自己身陷險境，讓凪沙要出面善後。也因此凪沙得知了一果驚人的舞蹈天分，看著一果翩翩起舞的身影，他在一果的身上找到自己嚮往多年的少女夢，以及成為母親的渴望，他決定不計代價也要幫助一果完成躍上舞台的夢想！